# Kim Grajdek
Kim-Alice Grajdek (* 30. März 1991 in Langenhagen) ist eine ehemalige deutsche Tennisspielerin.

## Karriere
Grajdek begann mit sechs Jahren das Tennisspielen und bevorzugt Hartplätze. Sie spielt hauptsächlich auf Turnieren des ITF Women’s Circuit, bei denen sie bislang einen Einzel- und acht Doppeltitel gewann.
Ihr erstes Profiturnier bestritt Grajdek im August 2006. Ende 2007 wurde sie erstmals in der Weltrangliste geführt. Sponsoren wie Nike und Babolat nahmen sie unter Vertrag. Sie trainierte sechs Jahre lang in der Hofsäss Academy in Marbella, wo sie lebte und zur Schule ging. Inhaber der Academy ist Klaus Hofsäss, ehemaliger Trainer des Deutschen Fed Cup Teams und ebenfalls Trainer bekannter Größen wie Steffi Graf, Boris Becker, Nicholas Kiefer etc.
Im Juli erhielt sie erstmals eine Wildcard für ein Turnier der WTA Tour. Sie startete bei der Qualifikation zu den Gastein Ladies 2008, unterlag dort aber in ihrem Auftaktmatch der Bulgarin Sesil Karatantcheva mit 1:6 und 3:6. Die Wildcard für die Qualifikation zum Rogers Cup im kanadischen Montreal konnte sie nicht nutzen und verlor ihre Auftaktbegegnung gegen die Chinesin Yuan Meng mit 1:6 und 2:6. Im Oktober 2008 erreichte sie erstmals das Viertelfinale eines ITF-Turniers. Ihr erstes Finale erreichte sie im Februar 2011 im portugiesischen Coimbra, wo sie gegen die Spanierin Rocío de la Torre-Sánchez beim Stande von 5:7 und 0:4 verletzungsbedingt aufgeben musste. Danach erreichte Grajdek bei ITF-Turnieren mehrmals das Viertel- oder Achtelfinale. Im September 2014 konnte sie ihr erstes $10.000-Turnier in Antalya gewinnen. Im Doppel gewann sie mit verschiedenen Partnerinnen bislang acht Turniere, das erste 2010 und das bisher letzte 2015.
Seit Juni 2016 arbeitet sie in Katar als Trainerin.
In der Bundesliga spielte Grajdek 2008 für den TEC Waldau; sie wechselte danach zum DTV Hannover, mit dem sie 2013 in die 2. Bundesliga aufstieg. 2014 wurde sie mit ihrer Mannschaft Tabellenzweiter. 2015 stieg sie mit dem DTV Hannover in die 1. Bundesliga auf, in der sie auch 2016 spielte.
Ihr letztes Match bestritt sie 2016 in Braunschweig, wo sie im Einzel in der ersten Qualifikationsrunde gegen Laura Bente ausschied.

## Turniersiege

### Einzel
| Nr. | Datum              | Turnier | Kategorie   | Belag     | Finalgegnerin | Ergebnis |
| --- | ------------------ | ------- | ----------- | --------- | ------------- | -------- |
| 1.  | 14. September 2014 | Antalya | ITF $10.000 | Hartplatz | Kanami Tsuji  | 6:3, 6:4 |

### Doppel
| Nr. | Datum              | Turnier             | Kategorie   | Belag             | Partnerin              | Finalgegnerinnen                         | Ergebnis         |
| --- | ------------------ | ------------------- | ----------- | ----------------- | ---------------------- | ---------------------------------------- | ---------------- |
| 1.  | 24. September 2010 | Thessaloniki        | ITF $10.000 | Sand              | Anastasija Mukhametowa | Chen Astrogo Keren Shlomo                | 6:2, 6:3         |
| 2.  | 5. Februar 2011    | Coimbra             | ITF $10.000 | Hartplatz         | Barbara Sobaszkiewicz  | Ulrikke Eikeri Arabela Fernández Rabener | 7:61, 6:3        |
| 3.  | 7. Mai 2011        | Athen               | ITF $10.000 | Hartplatz         | Zuzana Linhová         | Alexandra Artamonova Diāna Marcinkēviča  | 3:6, 6:3, 6:4    |
| 4.  | 8. Oktober 2011    | Madrid              | ITF $10.000 | Hartplatz         | Justyna Jegiołka       | Vanesa Furlanetto Aranza Salut           | 6:3, 6:3         |
| 5.  | 7. Dezember 2012   | Potchefstroom       | ITF $10.000 | Hartplatz         | Keren Shlomo           | Lynn Kiro Zarah Razafimahatratra         | 2:6, 6:4, [10:8] |
| 6.  | 23. März 2013      | Scharm asch-Schaich | ITF $10.000 | Hartplatz         | Sylwia Zagórska        | Beatriz Morales Hernandez Andjela Novcic | 6:2, 6:1         |
| 7.  | 10. Mai 2014       | Båstad              | ITF $10.000 | Sand              | Maria Sakkari          | Dea Herdželaš Conny Perrin               | 7:5, 6:4         |
| 8.  | 5. November 2015   | Oslo                | ITF $10.000 | Hartplatz (Halle) | Jekaterina Jaschina    | Astrid Wanja Brune Olsen Malene Helgo    | 6:2, 6:3         |